# Число Мортона
Число Мортона (Mo) — критерій подібності в гідродинаміці, яке нарівні з числом Етвеша характеризує форму бульбашок і крапель, що рухаються в рідині.
{\displaystyle \mathrm {Mo} ={\frac {g\eta ^{4}\,\Delta \rho }{\rho ^{2}\sigma ^{3}}}}
де
- {\displaystyle g} — прискорення вільного падіння;
- {\displaystyle \eta } — динамічна в'язкість;
- {\displaystyle \rho } — густина рідини;
- {\displaystyle \Delta \rho } — різниця густин;
- {\displaystyle \sigma } — коефіцієнт поверхневого натягу.

Число Мортона можна також записати як комбінацію чисел Вебера, Фруда і Рейнольдса:
{\displaystyle \mathrm {Mo} ={\frac {\mathrm {We} ^{3}}{\mathrm {Fr} ^{2}\cdot \mathrm {Re} ^{4}}},}
або як комбінацію чисел Архімеда, капілярності і Рейнольдса:
{\displaystyle \mathrm {Mo} ={\frac {\mathrm {Ar} \cdot \mathrm {Cp} ^{3}}{\mathrm {Re} ^{3}}}}